# 時間差

應用在雷射測距中的基本時間差原理

時間差（Time of flight）簡稱ToF，是量測物質、粒子或是波（聲波或電磁波）在介質中行進需要的時間。此一資訊可以用來量測速度、路徑長、或是瞭解粒子或是介質的特性（例如組成或是流速）。可以用直接的方式（例如質譜儀中的離子偵測器）偵測行進物體，稱為直接時間差（dToF），也可以用間接的方式（例如在雷射都普勒測速法中用散射光進行量測），稱為間接時間差（iToF）。